# Viola maculata
Viola maculata är en violväxtart som beskrevs av Antonio José Cavanilles. Viola maculata ingår i släktet violer, och familjen violväxter.

## Underarter
Arten delas in i följande underarter:
- V. m. microphyllos
- V. m. popetae